# Елинистична Гърция
 Тази статия е за Гърция.  За по-общия исторически период вижте Елинистическа епоха.  
Елинистична Гърция се нарича историческият период за Елада от попадането ѝ под македонска зависимост – до подчиняването ѝ под властта на Римската република.
През 215 г. пр. Хр.започват серия войни между Древен Рим и Македония по време и след втората пуническа война. В резултат от победата си в пуническите и македонските войни Рим получава хегемония над целия средиземноморски район.

## Македонска доминация
През 336 г. пр.н.е. Александър Велики става цар на Древна Македония. Първият му поход е военна кампания на север срещу илирите. През следващата година македонците воюват в Тракия. В континентална Гърция се разпространява слух, че Александър е мъртъв и Атина и Тива се вдигат на въстание. Александър обаче се завръща с бърз марш и обсажда Тива през септември 335 г. пр.н.е. Обсадените не се предават, двете страни дават много жертви, но накрая македонците надделяват. Александър дава заповед Тива да бъде опожарена, а жителите му са изселени или продадени в робство. След този несполучлив опит древногръцките полиси престават да се съпротивляват срещу македонската доминация над Елада.

## Елада при диадохите и епигоните
След смъртта на Александър започва период на междуособни войни при диадохите и епигоните. В континентална Гърция с център Древна Атина се налага властта на диадоха Касандър. Междуособиците между диадохите са прекратени, но през 311 г. пр. Хр. по заповед на Касандър са убити персийската царица Роксана, която е една от трите жени на Александър Македонски и малолетният му син Александър IV – с цел македонската династия да се прекрати, за да не може да оспорва властта на Касандър. Антигон, един от могъщите диадохи, след като е избран за „владетел на Азия“, чрез въоръжени действия отнема от Касандър – Елада, както и Кипър – от Птолемей. След което приема титлата цар. Научавайки за този акт, неговите противници и също така влиятелни диадохи: Птолемей, Лизимах, Касандър и Селевк, също се провъзгласяват за царе.
Деметрий I Полиоркет през 307 г. пр. Хр. с помощта на силен флот и армия завладява Елада. На Коринтския синедрион през 303 г. пр. Хр. той е обявен за хегемон на Елада. Настъпателната политика на Антигон и Деметрий довежда до образуване на коалиция от страна на останалите царе – Касандър, Лизимах, Селевк и Птолемей.
В ожесточена битка при Ипсос, обединените войски на Селевк, Лизимах и Касандър (Птолемей от предпазливост не участва) побеждават армията на Антигон I Монофталм – Едноокия и неговия син Деметрий I. След тази битка Касандър се утвърждава и за хегемон на Елада, като цар на Македония.

## Елада през III век пр. Хр.
След 300 г. пр. Хр. в Древна Гърция започват да се сключват и развиват т.нар. съюзи на държавите. III век пр. Хр. се характеризира с упадък на Елада, породен от дългогодишните войни и разорението сред населението ѝ. Развива се лихварството, което обуславя процъфтяването на търговията. Засилването на търговско-лихварската прослойка води до разоряването на свободните производители, които са принудени да напуснат страната, като едни от тях стават наемници, а други – чиновници в източните елинистически държави на диадохите и епигоните. Елада постепенно се обезлюдява и изпада в социална криза на полисите. Този процес от своя страна води до изместване на центровете на политическия живот в Древна Гърция към вътрешността на страната. Така се образуват два съюза от древногръцки държавици – Етолийски съюз и Ахейски съюз. Ахейският съюз, за разлика от Етолийския, е обединение на полиси.
Двата съюза влизат в краткотрайни схватки помежду си и просъществуват като свободни федеративни образувания на територията на Елада – до завоюването на страната от Римската република.

## Елада срещу Рим
По време на пуническите войни, Картаген търси помощта на Древна Македония срещу Древен Рим. Ахейският съюз отстъпва Коринт на Филип V Македонски, който става седалище на възстановения нов Коринтски съюз, наречен сега Елински съюз на съюзите в клеоменовата война. Извън него остават само Спарта, Древна Атина, Елида и Месения.
По време на първата македонска война, Филип V сключва съюз с Ханибал Барка и обявява война на Римската република за възвръщане на своята политическа хегемония в Елада (която скърца и се е пропукала). Иначе, непосредствен повод за войната е отнемането от римляните на завоюваната от тях Илирия. Войната завършва безрезултатно за Филип V, като междувременно Рим организира антимакедонска коалиция, в която влизат Етолийският съюз и Пергамското царство, осуетявайки по този начин намеренията на Филип V да се притече в помощ на Ханибал в Италия (евентуално).
По време на втората македонска война, разтревожена от обстоятелството, че Филип V Македонски установява контрол над проливите, Древна Атина се обявява против него и се обръща за помощ към Древен Рим за намеса в Азия. Римляните без съмнение очакват удобен случай и обявяват война на Филип V. На страната на Римската република този път се включват и Етолийският и Ахейският съюз. В битка при Киноскефала (Тесалия) Филип V е разбит от римляните, като е принуден да приеме мир, според който се отказва от наложената над Елада власт, като се и съгласява да изплати обезщетение на Римската република. С това приключва окончателно македонската хегемония над Елада, продължила от битката при Херонея през 338 г. пр. Хр. – до битката при Киноскефала през 197 г. пр. Хр., или общо 144 години.
При управлението на Персей, древногръцките градове се организират в антиримска коалиция с цел отстояване независимостта на Елада – пред новата, този път западна опасност.
По време на третата македонска война, Елада е вече срещу Рим, обаче след катастрофалната битка при Пидна и тя попада под римска хегемония. Победителят Луций Емилий Павел Македоник отвлича в Италия огромна плячка, обръщайки 150 хиляди местни в роби. През 148 г. пр. Хр. в Елада избухва въстание срещу римското господство, което е потушено. След въстанието Ахейският съюз започва война срещу Римската република, тъй като римския наместник на Сената в Ахейския съюз Гай Сулпиций Гал се държи крайно високомерно и с цел подронване на ахейската икономика, с което нанася загуби на местните робовладелци. Съюзът получава подкрепа и от демократическата партия (начело с Питей) и от населението на Елада начело с Диай и Критолай. Силите в тази последна битка край Истмоса се оказват неравни, и Ахейският съюз е разгромен, а Диай се самоубива. Най-значителният търговско-занаятчийски център на Елада – Коринт е ограбен, разрушен и опожарен. В Елада са забранени от Сената всички т.нар. свободни съюзи от държави – Беотийският, Фокейският и Ахейският. На цяла Елада е наложен данък, като на обикновена римска провинция – Ахая. Тя е присъединена към Македония.
Традиционно 146 г. пр. Хр., т.е. края на четвъртата македонска война, се счита и за край на краткотрайната независимост на Елада, последвана от установяването в нея на римска власт.